# Otto Ramel (1896–1983)
Otto Bror Ramel, född den 5 februari 1896 på Övedskloster i Öveds församling, Malmöhus län, död där den 8 juli 1983, var en svensk friherre och godsägare. Han var son till Hans Ramel. 
Ramel avlade studentexamen i Malmö 1915. Han blev fänrik vid Skånska dragonregementet 1917, löjtnant på övergångsstat vid Skånska kavalleriregementet 1925 och kapten på trängens övergångsstat 1942. Ramel blev godsförvaltare vid Övedskloster 1932 och fideikommissarie 1957, vid faderns död. Han blev ordförande i Färs härads sparbank 1936 och i Skånska jägarsällskapet 1939. Ramel blev tjänstgörande hovjägmästare 1942. Han blev riddare av Vasaorden 1945 och kommendör av samma orden 1957. Ramel vilar på Öveds kyrkogård.